# Астипалея
Астипалея (грец. Αστυπάλαια) — острів в Егейському морі. 

## Географія

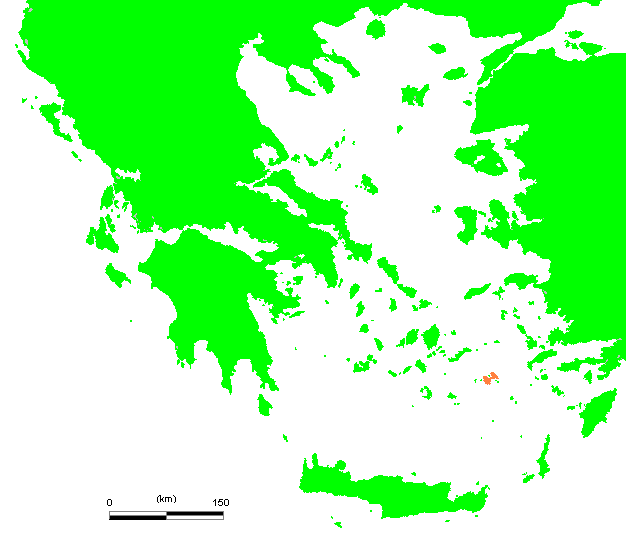
Острів Астипалея в Егейському морі (червоний колір)

Входить до групи островів Додеканес (Південні Споради). Знаходиться в південно-східній частині Егейського моря. Площа острова становить 96,85 км², близько 18 км завдовжки і 13 км завширшки. Висота над рівнем моря до 506 м. 
Астипалея — найзахідніший з островів Додеканеса. Він розташований у проміжку між іншими островами Додеканеса та Кіклад. Найближчий сусідній населений острів — Аморгос, до якого від Астипалеї 36 кілометрів. 
Астипалея складається з двох частин, з'єднаних перешийком, ширина якого в самому вузькому місці всього 130 метрів. На цьому перешийку розташовано місцевий аеропорт. 

## Населення

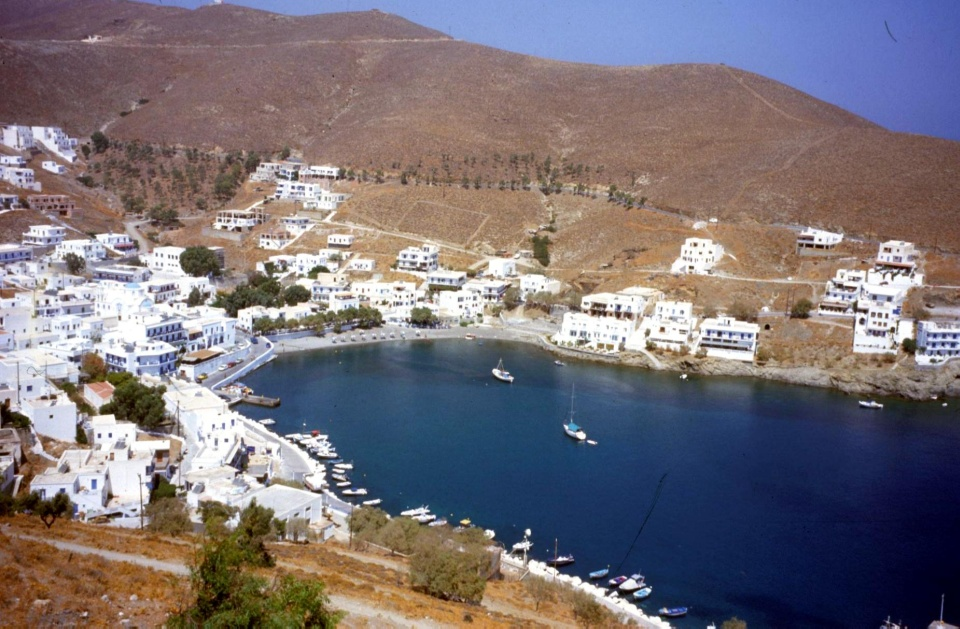
Вид на столичну гавань

Згідно перепису населення 2001, на острові проживало 1385 осіб. Останнім часом основним заняттям жителів є сільське господарство. Розвивається і сфера обслуговування туристів. 
На острові є три населених пункти: у західній частині Астипалея (столиця острова) та її передмістя Лівадія, на перешийку поруч з аеропортом селище Аналіпсіс. Східна частина острова безлюдна. 

## Відомі уродженці та персоналії
- Онесікріт (360 — 290 рр.. до н. е..), грецький історик, учасник походу Олександра Македонського в Азію.
- Биссон, Іполит Маглуар (1796 — 1827) — французький лейтенант. У порту Астипалеї йому встановлено пам'ятник.